# Tunnel de Świnoujście
Le tunnel de Świnoujście (en polonais : Tunel pod Świną, littéralement « tunnel sous la Świna ») est un tunnel sous la Świna à Świnoujście, en Pologne, reliant les îles d'Usedom et de Wolin qui séparent la lagune de Szczecin de la mer Baltique dans le nord-ouest de la Pologne. 
Le projet, évoqué une première fois en 2007, est lancé en 2018 et confié en 2019 à l'entreprise autrichienne Porr. Ouvert en 2023, le tunnel est d'une longueur totale de 3,5 km.

## Projet
La ville de Świnoujście, située au nord de la lagune de Szczecin, est établie sur les îles d'Usedom et de Wolin, séparées par la rivière Świna et reliées uniquement par un service de ferries. Le centre-ville est situé sur Usedom — qui réunit 80 % de la population municipale et n'est reliée à aucune autre route polonaise — et la gare ferroviaire (pl) se trouve sur Wolin.
Le tunnel doit permettre de relier de manière permanente les deux rives de la commune, sur une longueur de 3,5 km dont 1 500 m sous la Świna. Son coût prévisionnel est de 913 millions de złotys (soit 209 millions d'euros), dont 776 provenant des fonds européens.

## Historique
La première évocation d'un tunnel entre Usedom et Wolin est faite en 2007 par le président du Conseil des ministres Jarosław Kaczyński, mais sa défaite quelques mois plus tard aux élections parlementaires conduit à une mise en attente du projet.
Le projet est relancé 11 ans plus tard par le chef du gouvernement Mateusz Morawiecki, qui annonce viser une ouverture pour l'année 2022. Au début du mois de septembre 2019, le gouvernement polonais signe une convention avec un consortium emmené par l'entreprise de BTP autrichienne Porr pour la réalisation de l'infrastructure, après avoir échoué à le faire avec la société italienne Astaldi. Morawiecki se dit alors « heureux de participer à cette signature et à ce symbole de l'unification de la Pologne ».
Lors de la présentation du programme de son second gouvernement en novembre suivant, le président du Conseil confirme l'engagement de l'État pour la réalisation du tunnel.
Le forage avec le tunnelier TBM commence le 5 mars 2021 et se termine le 19 septembre suivant. Le tunnel est ouvert à la circulation le 30 juin 2023.